# Arleta Meloch
Arleta Meloch (ur. 17 sierpnia 1979 w Świeciu) – polska niepełnosprawna lekkoatletka specjalizująca się w biegach długich, dwukrotna wicemistrzyni paraolimpijska z Sydney (2000) i Londynu (2012) w biegach na 1500 i 800 metrów, mistrzyni świata i Europy, wielokrotna mistrzyni Polski w maratonie.

## Kariera
Z sukcesami rywalizuje z osobami pełnosprawnymi. Dziewięć razy zdobywała medale mistrzostw Polski seniorów. Począwszy od 2004 roku, 27 razy uczestniczyła w biegu maratońskim, odnosząc 13 zwycięstw.
Rekord życiowy w maratonie: 2:37:34 (7 czerwca 2009, Toruń).
W 2013 została odznaczona Srebrnym Krzyżem Zasługi.

## Wyniki
| Rok  | Zawody                   | Miejscowość    | Konkurencja               | Wynik         | Pozycja     |
| ---- | ------------------------ | -------------- | ------------------------- | ------------- | ----------- |
| 1998 | Mistrzostwa świata       | Birmingham     | Bieg na 800 metrów (T20)  | 2:19,23       | 3. miejsce  |
| 1998 | Mistrzostwa świata       | Birmingham     | Bieg na 3000 metrów (T20) | 10:41,42      | 2. miejsce  |
| 2000 | Igrzyska paraolimpijskie | Sydney         | Bieg na 100 metrów (T20)  | 13,77         | 8. miejsce  |
| 2000 | Igrzyska paraolimpijskie | Sydney         | Bieg na 800 metrów (T20)  | 2:14,06       | 2. miejsce  |
| 2011 | Mistrzostwa świata       | Christchurch   | Bieg na 1500 metrów (T20) | 4:39,33       | 1. miejsce  |
| 2012 | Mistrzostwa Europy       | Stadskanaal    | Bieg na 1500 metrów (T20) | 4:25,59       | 2. miejsce  |
| 2012 | Igrzyska paraolimpijskie | Londyn         | Bieg na 1500 metrów (T20) | 4:39,04       | 2. miejsce  |
| 2013 | Mistrzostwa świata       | Lyon           | Bieg na 1500 metrów (T20) | 4:47,68       | 2. miejsce  |
| 2015 | Mistrzostwa świata       | Doha           | Bieg na 400 metrów (T20)  | 1:01,26       | 6. miejsce  |
| 2015 | Mistrzostwa świata       | Doha           | Bieg na 1500 metrów (T20) | 4:34,05       | 2. miejsce  |
| 2016 | Mistrzostwa Europy       | Grosseto       | Bieg na 400 metrów (T20)  | 1:01,16       | 5. miejsce  |
| 2016 | Mistrzostwa Europy       | Grosseto       | Bieg na 800 metrów (T20)  | 2:18,10       | 1. miejsce  |
| 2016 | Mistrzostwa Europy       | Grosseto       | Bieg na 1500 metrów (T20) | 4:37,78       | 3. miejsce  |
| 2016 | Igrzyska paraolimpijskie | Rio de Janeiro | Bieg na 400 metrów (T20)  | 1:01,32       | 11. miejsce |
| 2016 | Igrzyska paraolimpijskie | Rio de Janeiro | Bieg na 1500 metrów (T20) | 4:33,19       | 4. miejsce  |
| 2017 | Mistrzostwa świata       | Londyn         | Bieg na 400 metrów (T20)  | 1:02,01 (el.) | 9. miejsce  |
| 2017 | Mistrzostwa świata       | Londyn         | Bieg na 1500 metrów (T20) | 4:49,05       | 5. miejsce  |
| 2018 | Mistrzostwa Europy       | Berlin         | Bieg na 400 metrów (T20)  | 1:05,03 (el.) | 10. miejsce |
| 2018 | Mistrzostwa Europy       | Berlin         | Bieg na 800 metrów (T20)  | 2:19,93       | 4. miejsce  |
| 2018 | Mistrzostwa Europy       | Berlin         | Bieg na 1500 metrów (T20) | 4:50,67       | 5. miejsce  |
| 2019 | Mistrzostwa świata       | Dubaj          | Bieg na 1500 metrów (T20) | 4:55,14       | 8. miejsce  |